# Aérodrome de Casablanca Tit Mellil
L'aérodrome de Casablanca Tit Mellil (arabe : مطار الدار البيضاء تيط مليل) (code OACI : GMMT) se situe dans la commune de Tit Mellil dans la banlieue est de Casablanca. Cet aéroport traite surtout des vols privés et régionaux.

## Situation

### Carte des aéroports du Maroc
| \| 100 km1:10 004 000 \| Ouezzane Agadir Al Hoceima Meknès Béni Mellal Bouarfa Casablanca-Tit Mellil Casablanca-Mohammed V Errachidia Essaouira Fès Guelmim Ifrane Kénitra Khouribga Marrakech Nador Ouarzazate Oujda Rabat-Salé Tanger Zagora Tan-Tan Tarfaya Tétouan Benslimane Sidi Slimane Inezgane Ben Guerir Taroudant Taza |
| 100 km1:10 004 000 |

## Accès à l'aéroport
Relié au centre-ville de Casablanca, par une voie express 2x2, il est prévu qu'à l'horizon 2024, l'aéroport soit relié directement à l'Aéroport Mohammed V - Casablanca, par la nouvelle autoroute reliant Tit Mellil à Berrechid.